# Secondo mondo

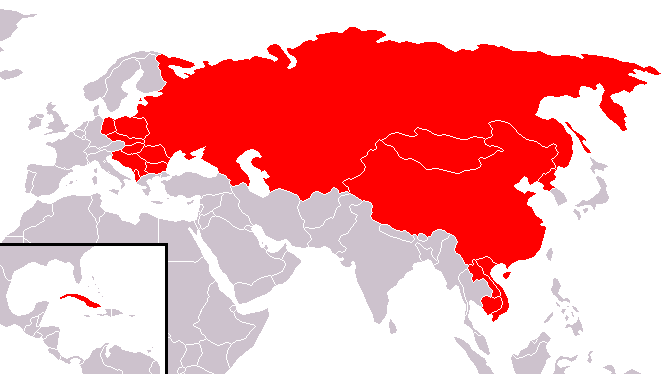
Cartina dei paesi spesso considerati come facenti parte del secondo mondo

Suddivisione tra primo mondo (azzurro), secondo (rosso) e terzo (verde) al 1975

I termini primo mondo, secondo mondo e terzo mondo possono essere utilizzati per dividere le nazioni della Terra in tre grandi categorie. Il termine "secondo mondo" ha cambiato utilizzo perché le circostanze a cui si riferiva cessarono di esistere nel 1991 con la dissoluzione dell'Unione Sovietica ed è divenuto più popolare il termine Sud del Mondo: il mondo è così stato prevalentemente diviso in Paesi ricchi e Paesi poveri anziché in Paesi del primo mondo ed in Paesi del secondo. Il termine viene oggi riferito a paesi dell'ex blocco sovietico che hanno un'economia di mercato ma hanno standard ben diversi dai Paesi dell'occidente.

## Descrizione
I tre termini non sono stati coniati nello stesso periodo. Dopo la seconda guerra mondiale, la gente iniziò a parlare della NATO e del Patto di Varsavia come i due maggior blocchi contrapposti, utilizzando spesso i termini di blocco occidentale e blocco orientale, anche se i due mondi non erano numerati. Ci si accorse allora che un gran numero di paesi non apparteneva a nessuna di queste due categorie, pertanto negli anni cinquanta questi stati furono chiamati terzo mondo. Questa definizione implicò anche la necessità di quella di primo e di secondo mondo.
È diventato di usanza comune riferirsi alle nazioni della sfera sovietica (le nazioni del Patto di Varsavia), insieme agli alleati dell'URSS come Cuba e il Vietnam del Nord come secondo mondo. Il termine "secondo mondo" può o non può riferirsi ai Paesi comunisti la cui classe dirigente era filo-sovietica, come l'Albania, la Jugoslavia e la Cina. Dopo la crisi sino-sovietica, la Cina iniziò ad identificarsi essa stessa con il termine terzo mondo, allineandosi con gli altri Stati contro sia il primo che contro il secondo mondo.
C'era però un certo numero di Paesi che non rientravano in questa definizione netta, come la Svizzera, la Svezia e l'Irlanda, che scelsero la neutralità; la Finlandia era sotto l'orbita di influenza dell'URSS, ma non era un Paese comunista e nemmeno facente parte del Patto di Varsavia anche se osservatore del Comecon; l'Austria era sotto l'occupazione quadripartita di USA, URSS, Francia e Regno Unito, ma quando diventò pienamente autonoma nel 1955 optò anch'essa per la neutralità; la Turchia, entrata nella NATO nel 1952, non era interamente nell'Europa occidentale, e neanche fortemente industrializzata; la Spagna non si unì alla NATO fino al 1982, verso la fine della guerra fredda e dopo la morte del dittatore Francisco Franco; la Jugoslavia, una nazione comunista dell'Europa orientale, fu uno dei Paesi fondatori del Movimento dei Paesi non allineati; l'Albania, che non supportava più l'operato dell'Unione Sovietica dopo la crisi sino-sovietica, entrò nella sfera cinese.
In alternativa, le nazioni del primo mondo possono essere definite come quelle aventi economie di mercato; i Paesi del secondo mondo sono quelli a economia pianificata, mentre per Paesi del terzo mondo si definiscono quei Paesi con economie tradizionali e comunque con un tasso di crescita pressoché nullo.

## Termini equivalenti
Recentemente, dato che molti Paesi in via di sviluppo si sono industrializzati, si è cominciato ad utilizzare il termine quarto mondo per denotare i Paesi che ancora mancano di adeguate infrastrutture. Il termine è anche usato per gli abitanti del primo mondo che vivono in condizioni del terzo mondo.